# Абстракція
Абстра́кція (лат. abstractio — «відвернення, виведення»; введено Боецієм як переклад грецького терміна, використаного Аристотелем) — одна з найважливіших дій мислення, теоретичне узагальнення, а також метод наукового дослідження, який полягає в тому, що суб'єкт виокремлює реальні необхідні загальні універсальні властивості чи ознаки об'єкта, який вивчається, усувається від інших несуттєвих прикмет об'єкта, отже не враховує його (об'єкта) неістотні сторони й особливості. Це дозволяє спрощувати картину явища, яке досліджується, і розглядати його в «чистому вигляді». Відповідно така дія називається «абстрагування», «виведення» — «рівень узагальнення». Підсумок абстрагування — абстрактні визначення, наприклад:  поняття, колір, кривина, агентивність, сфера емоційного, людська природа, добро, правдивість, послідовність, справедливість, краса, честь, гештальти, тощо. Абстракція є основою для дій узагальнення та утворення понять.
Абстракція в її основному сенсі, є концептуальним процесом, в якому загальні правила та поняття, походять від використання і класифікації окремих прикладів, буквальних («реальних» або «конкретних») ознак, основних принципів або інших методів. 
Абстракція є підсумком цього процесу — поняття, котре діє як беззастережний іменник для всіх підлеглих концепцій і з'єднує будь-які пов'язані поняття, як групу, поле або категорію.
Концептуальні абстракції, може бути утворено шляхом  відсіювання певних даних інформаційного змісту концепції, або спостережуваного явища, виокремленням лише тих чинників, які мають значення для певної суб'єктивної мети. Наприклад, абстрагування шкіряного футбольного м'яча, до більш загального поняття м'яч, вибирає лише дані про загальні ознаки м'яча і його поводження на полі, та вилучає, але не скасовує, інші показові та когнітивні характеристики цієї конкретної кулі. У розрізі способів ознак, наприклад, позначення «це м'яч», є більш абстрактним, ніж його познака — «це шкіряний футбольний м'яч».

## Історія
Абстракція передбачає залучення ідей, або приєднання конкретних фактів до однієї загальної теорії про щось. Це протилежне специфікації, яка полягає у досліді або розбитті загальної ідеї чи абстракції на окремі факти. Абстракцію можна пояснити за допомогою нової наукової філософії Френсіса Бекона "Novum Organum" (1620) — книги, написаної у часи пізньої Єлизаветинської епохи Англії, щоби заохотити тодішніх сучасних мислителів, збирати докладні факти, перш ніж робити будь-які узагальнення.
Бекон, використовував і просував індукцію, як знаряддя абстракції, і він суперечив стародавньому методу дедуктивного мислення, який панував в інтелектуальному світі, з часів грецьких філософів, таких як Фалес, Анаксімандр і Арістотель. Фалес (близько 624-546 років до нашої ери) вважав, що все у Всесвіті походить від однієї основної речовини — води. Він вивів або виклав загальну ідею: «все є вода», до конкретних форм води, таких як лід, сніг, туман і річки.
Більш сучасні вчені також, можуть використовувати протилежний, абстракційний підхід, або спиратися на окремі факти, зібрані в одну загальну ідею, таку як, рух планет (Ньютон (1642-1727)). Під час визначення того, що Сонце є центром нашої сонячної системи (Коперник (1473-1543)), вчені повинні були використати тисячі вимірювань; щоб остаточно прийти до висновку, що Марс рухається еліптичною орбітою навколо Сонця (Кеплер (1571-1630)), або зібрати кілька конкретних фактів до закону про вільне падіння тіл (Галілео (1564-1642)).

## Сутність
Абстракція — процес мисленого ізолювання, «виривання» окремого предмета, відношення або властивості, з сукупності предметів, відношень, властивостей.
Абстракція означає також, підсумок процесу абстрагування поняття або категорії (наприклад, абстрагування якості, кількості, істини тощо). Абстракція — проникнення мисленням вглиб предмета, від явища до сутності; також є способом перероблення споглядання і уявлень, на поняття. Абстракція розчленовує, розриває, омертвляє, узагальнює, схематизує цілісну, рухому дійсність. В окремо взятій абстракції, суб'єкт відходить від дійсності. Але саме це, забезпечує вивчення окремих боків предметів в чистому вигляді, і в такий спосіб, проникнення до їхньої сутності. 
| «Усі наукові (правильні, серйозні, не безглузді) абстракції відображають природу глибше, правильніше, повніше» (Ленін В. І. Повне зібрання творів, т. 29, с. 142. ) |

## Види
Логіка розглядає окремі види і способи абстракції: ізолювальну, узагальнювальну, визначення через абстракцію, абстракція ототожнення, абстракція потенційної здійсненності, абстракція (А) актуальної нескінченності та інше.
Підсумком цього процесу, є побудова розумового продукту (поняття, моделі, теорії, опису, закону, класифікації тощо).
Однобічність А, знімається розвитком пізнання у цілому, в якому А, становить лише момент, що зникає в процесі відбиття визначеної дійсності в її загальному зв'язку і розвитку.

## Вияви
Це один з моментів пізнання, який полягає у мисленому відокремленні і виділенні в самостійні об'єкти, окремих сторін, властивостей, відношень певних предметів пізнання.
Абстракція виступає при безпосередньому почуттєво-образному віддзеркаленні довкілля, коли одні властивості останнього, стають орієнтирами для сприйняття і дії, а інші не враховуються.
Абстракція є потрібною умовою категоризації. За допомогою абстракції, створюються узагальнені образи дійсності, що дозволяють виділити в ній значущі для діяльності зв'язки і відносини об'єктів, та відмежувати їх від інших.
Коли ж відкидаються істотні ознаки, абстракція набуває малозмістовного, поверхневого характеру. В цьому випадку абстрактними називаються порожні, відірвані від реальності міркування і поняття.
Вірна дійсності абстракція полягає у такому спрощенні нерозчленованого різноманіття явищ, яке робить думку більш ємною, завдяки її зосередженості на істотному, для даної пізнавальної ситуації.

## Теми

### Стиснення
Абстракція може розглядатися як процес стиснення, що відбиває безліч різних частин складових даних, як єдине з'єднання абстрактних даних; ґрунтується на подібності складників інформації, наприклад, багато різних фізичних кицьок, співвідносяться з абстракцією «КІТ». Ця концептуальна схема, підкреслює невід'ємну рівність як складових інформації, так і абстрактних даних, тим самим уникаючи проблем, що виникають внаслідок відмінності між «абстрактним» та «конкретним». У цьому сенсі, процес абстракції тягне за собою визначення подібності між об'єктами, та процесом об'єднання цих предметів з абстракцією (яка сама по собі є об'єктом).
Наприклад, знімок праворуч, показує конкретний взаємозв'язок «Кішка сидить на килимі».

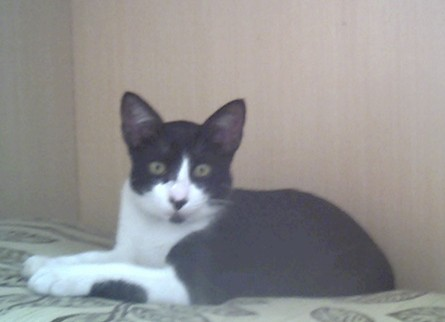
Кішка на килимку

Ланцюжки абстракцій, можна тлумачити переходом від нервових імпульсів, що виникають від чуттєвого сприйняття, до основних абстракцій, таких як колір або форма, до експериментальних абстракцій, таких як конкретна кішка, до семантичних абстракцій, таких як «ідея» КІТ, до класів — таких об'єктів, як «ссавці» і, навіть такі категорії, як «об'єкт» на відміну від «дій».
Наприклад, на графіку 1 нижче, показано абстракцію «агент сидить на місці». Ця концептуальна схема, не передбачає конкретної ієрархічної таксономії (такої, як згадана вище, що стосується котів і ссавців), лише поступове усунення деталей.

### Конкретизація
Не наявні речі у будь-якому конкретному місці і часі, часто розглядаються як абстрактні. Навпаки, приклади або складові такої абстрактної речі, можуть існувати в багатьох різних місцях і часі.
Відтак, ці абстрактні речі багаторазово підтверджуються відповідно до зображення 1, знімку, тощо. Однак, недостатньо змалювати абстрактні ідеї як ті, котрі можуть бути створені, і визначити абстракцію як рух у зворотному напрямку до підтвердження. Це зробило б абстрактні ідеї концептів «кішка» і «телефон», попри їх різні прояви: конкретний кіт або конкретний телефон — прикладом концепції «кішка» або концепції «телефон». Хоча поняття «кішка» і «телефон» є абстракціями, вони не є абстрактними, у сенсі об'єктів на графіку 1. Ми могли б подивитися на

Графік 1

інші графіки, та почати від кішки до ссавців і тварин, і побачити, що тварина — більш абстрактно, ніж ссавець; але, з іншого боку, ссавець — це складніша спроба висловлення, наприклад, щодо сумчастого або однопрохідних.
Можливо, є плутаниною, що деякі філософії ставляться до тропів (випадків властивостей) як до абстрактних частин, наприклад, почервоніння конкретного яблука — абстрактна особливість. Це подібно до кваліа і акциденції.

## Діалектика абстрактного
Матеріалістична діалектика, розглядає абстракцію у нерозривному зв'язку з аналізом і синтезом, узагальненням та іншими категоріями. Абстракція є передумовою відтворення конкретного в мисленні (див. Сходження мислення від абстрактного до конкретного). Метафізична абсолютизація абстракцій, перетворення їх на об'єктивно реальні сутності, є одним з гносеологічних коренів ідеалізму.

## Обмеженість абстрагування
Абстракція має межу, яка визначається природою самого об'єкта і завданнями пізнання. В разі виходу за ці межі, абстракція стає хибною.
Правомірність тих чи інших абстракцій, істинність їх у кінцевому підсумку перевіряється практикою.